# لوئی کلارکسون
لوئی کلارکسون (انگلیسی: Louie Clarkson؛ زادهٔ louie james clarkson) بازیکن فوتبال است.